# Liste der denkmalgeschützten Objekte in Oberpullendorf
Die Liste der denkmalgeschützten Objekte in Oberpullendorf enthält die 15 denkmalgeschützten, unbeweglichen Objekte der burgenländischen Bezirkshauptstadt Oberpullendorf.

## Denkmäler
| Foto |                 | Denkmal                                                                             | Standort                                           | Beschreibung | Metadaten |
| ---- | --------------- | ----------------------------------------------------------------------------------- | -------------------------------------------------- | --- | --- |
| ja   | Datei hochladen | Fundzone Burdicz HERIS-ID: 47269 Objekt-ID: 50048                                   | Burdicz Standort KG: Mitterpullendorf              | | BDA-Hist.: Q38026194 Status: Bescheid Stand der BDA-Liste: 2025-06-30 Name: Fundzone Burdicz GstNr.: 1570, 1574, 1575, 1576, 1577, 1578, 1580, 1581, 1582, 1583, 1584, 1585, 1587, 1588, 1589, 1591, 1592, 1593, 1595, 1596, 1597, 1598, 1599, 1975, 1976, 1977, 1978, 1979, 1980, 1981, 1982, 1983, 1984, 1985 |
| ja   | Datei hochladen | Fundzone Doppelfelder HERIS-ID: 59923 Objekt-ID: 71610                              | Doppelfelder Standort KG: Mitterpullendorf         | | BDA-Hist.: Q38089217 Status: Bescheid Stand der BDA-Liste: 2025-06-30 Name: Fundzone Doppelfelder GstNr.: 1896, 1897, 1898, 1899 |
| ja   | Datei hochladen | Urgeschichtliche Siedlungsreste in der Flur „Großes Feld“ HERIS-ID: 258264seit 2025 | Großfeldgasse 9, bei Standort KG: Mitterpullendorf | Archäologische Stätte | BDA-Hist.: Q135167889 Status: Bescheid Stand der BDA-Liste: 2025-06-30 Name: Urgeschichtliche Siedlungsreste in der Flur „Großes Feld“ GstNr.: 310/9 |
| ja   | Datei hochladen | Hügelgräberfeld Langentaler Wald HERIS-ID: 13434 Objekt-ID: 9620                    | Langentaler Wald Standort KG: Mitterpullendorf     | | BDA-Hist.: Q38178310 Status: Bescheid Stand der BDA-Liste: 2025-06-30 Name: Hügelgräberfeld Langentaler Wald GstNr.: 2062 |
| ja   | Datei hochladen | Gutshof Rohonczy HERIS-ID: 57274 Objekt-ID: 67196                                   | Meierhofgasse 5 Standort KG: Mitterpullendorf      | Ein ebenerdiges Gebäude aus dem 18. und 19. Jahrhundert. | BDA-Hist.: Q38075580 Status: Bescheid Stand der BDA-Liste: 2025-06-30 Name: Gutshof Rohonczy GstNr.: 222/3, 222/4 |
| ja   | Datei hochladen | Kath. Pfarrkirche hll. Simon und Judas Thaddäus HERIS-ID: 47233 Objekt-ID: 49962    | Standort KG: Mitterpullendorf                      | Ein in der 2. Hälfte des 18. Jahrhunderts errichteter Sakralbau. | BDA-Hist.: Q20754110 Status: § 2a Stand der BDA-Liste: 2025-06-30 Name: Kath. Pfarrkirche hll. Simon und Judas Thaddäus GstNr.: 145 Pfarrkirche Mitterpullendorf |
| ja   | Datei hochladen | Figurenbildstock, Antoniussäule HERIS-ID: 57272 Objekt-ID: 67194                    | Standort KG: Mitterpullendorf                      | Eine Antoniussäule; vermutlich aus dem Jahr 1727. | BDA-Hist.: Q38075565 Status: § 2a Stand der BDA-Liste: 2025-06-30 Name: Figurenbildstock, Antoniussäule GstNr.: 145 |
| ja   | Datei hochladen | Pest-/Dreifaltigkeitssäule HERIS-ID: 57273 Objekt-ID: 67195                         | Standort KG: Mitterpullendorf                      | Dreifaltigkeitssäule; bezeichnet mit 1853. | BDA-Hist.: Q38075572 Status: § 2a Stand der BDA-Liste: 2025-06-30 Name: Pest-/Dreifaltigkeitssäule GstNr.: 143/1 |
| ja   | Datei hochladen | Figurenbildstock hl. Johannes Nepomuk HERIS-ID: 71872 Objekt-ID: 85071              | Cafegasse 4, neben Standort KG: Oberpullendorf     | Eine Nepomuk-Steinfigur aus dem Ende des 18. Jahrhunderts. | BDA-Hist.: Q38128562 Status: § 2a Stand der BDA-Liste: 2025-06-30 Name: Figurenbildstock hl. Johannes Nepomuk GstNr.: 167/1 |
| ja   | Datei hochladen | Ortskapelle hl. Franziskus von Assisi HERIS-ID: 47266 Objekt-ID: 50043              | Hauptstraße 54 Standort KG: Oberpullendorf         | Die Kapelle mit einem 3/8-Chorschluss und einem Westtürmchen mit Zwiebelhelm wurde Ende des 18. Jahrhunderts errichtet. | BDA-Hist.: Q38026179 Status: § 2a Stand der BDA-Liste: 2025-06-30 Name: Ortskapelle hl. Franziskus von Assisi GstNr.: 209 |
| ja   | Datei hochladen | Bezirkshauptmannschaft HERIS-ID: 71875 Objekt-ID: 85074                             | Hauptstraße 56 Standort KG: Oberpullendorf         | | BDA-Hist.: Q38128576 Status: § 2a Stand der BDA-Liste: 2025-06-30 Name: Bezirkshauptmannschaft GstNr.: 200 |
| ja   | Datei hochladen | Ehem. Schloss Rohonczy, Haus Stephan HERIS-ID: 57271 Objekt-ID: 67193               | Schlossplatz 4 Standort KG: Oberpullendorf         | Der hakenförmiger Zweiflügelbau stammt aus dem 17. Jahrhundert und wurde um 1840 umgebaut. Ein markantes Element ist der quadratische Turm. In der Kapelle befinden sich Fresken von Stephan Dorfmeister.                                  | BDA-Hist.: Q1785624 Status: § 2a Stand der BDA-Liste: 2025-06-30 Name: Ehem. Schloss Rohonczy, Haus Stephan GstNr.: 431 |
| ja   | Datei hochladen | Polytechnische Schule, Haydnschule HERIS-ID: 71877 Objekt-ID: 85076seit 2017        | Spitalstraße 33 Standort KG: Oberpullendorf        | Die Errichtung der Schule wurde vom Deutschen Schulverein Südmark finanziert, ab 1928 errichtet und am 30. Juni 1929 eingeweiht. Im Zuge des II. Weltkrieges brannte sie ab, wurde 1947 wiedererrichtet und 1950 als Hauptschule eröffnet. | BDA-Hist.: Q38128586 Status: Bescheid Stand der BDA-Liste: 2025-06-30 Name: Polytechnische Schule, Haydnschule GstNr.: 492/2 |
| ja   | Datei hochladen | Kath. Pfarrkirche hl. Clemens Maria Hofbauer HERIS-ID: 47267 Objekt-ID: 50044       | Hauptstraße 66, bei Standort KG: Oberpullendorf    | Die dem Clemens Maria Hofbauer geweihte Kirche wurde 1935 erbaut. | BDA-Hist.: Q20754113 Status: § 2a Stand der BDA-Liste: 2025-06-30 Name: Kath. Pfarrkirche hl. Clemens Maria Hofbauer GstNr.: 1329 Pfarrkirche Oberpullendorf |
| ja   | Datei hochladen | Friedhofskapelle HERIS-ID: 71874 Objekt-ID: 85073                                   | Friedhofsweg 10 Standort KG: Oberpullendorf        | | BDA-Hist.: Q38128567 Status: § 2a Stand der BDA-Liste: 2025-06-30 Name: Friedhofskapelle GstNr.: 2661 |